# 바스톨
바스톨은 일본의 애니메이션 "성전사 단바인"에 등장했던 가공의 병기. 오라 배틀러.

## 기체 개요
기동력을 중시해서 설계되었다. 기체색은 로즈 핑크. 단바인과의 싸움 중에 오라력이 서로 간섭해 지상에 처음으로 나가버렸던 오라 머신이다. 단 이 기체는 단바인과 협력해서 바이스톤 웰에 되돌아가려고 했을 때에, 강대한 오라력을 견디어낼 수 없어 자괴했다.
작중의 주된 탑승자는 가랄리아 냠히. 이외에 제트 라이트도 탑승했다.
처음으로 오라 증폭기를 장비했던 비란비는, 아직 탑승자를 가리는 기체였다. 그런 실정에 의해, 바스톨은 오라력이 낮은 코몬이라도 무리 없이 탑승할 수 있도록 신형의 오라 증폭 장치를 실험적으로 장비한 드레이크 군의 시험 제작기다. 필요 오라력은 6. 오라 소비율이 낮아, 수송용 윙 캘리버가 필요 없을 만큼 순항 성능이 높다. 무장은 오라 소드 1개. 팔 부분에 사출식 와이어 클로 1기. 휴대화기로서 색은 다르지만 비란비과 같은 모양의 5연장 미사일 런쳐 1기.
제트 라이트가 제작해서, 가랄리아에게 주었다. 이것은 오라력이 낮아 오라 배틀러에 탈 수 없는 제트가, 쇼트 웨폰의 그늘로부터 탈출하기 위해서, 자신을 위해 제작했다고 하는 뒤 사정을 가진다 (라고도 하지만, 어쨌든 제트는 오라 로드를 넘어서 소환된 지상인이며, 뒤에 부부리이까지 능숙하게 타고 있으므로, 오라력이 낮다 라는 설에는 의문이 있다).
나중에 소수이지만 양산되어, 제작자인 제트 스스로가 탑승, 격추된 흑기사의 구출 작전 등에 투입되었다. 본격적인 대량생산은 되지 않았지만, 기술은 비란비 등 선행 기종에도 피드백 되었다고 생각되고, 이 기체 이후, 코몬이 탑승하는 오라 머신은 비약적으로 증가한다.
디자인 초안은 코가와 토모노리 주최의 비보에 애니메이터로서 재적하고 있었던 오오모리 에이빈 (大森英敏)의 손에 의해 만들어졌다.
플레이 스테이션 게임 "성전사 단바인 성전사 전설"에서는, 주인공이 국왕을 맡는 리 나라 사양의 기체로서, 푸른 바스톨이 등장한다.

## 같이 보기
- 오라 머신 목록